# Aecidium lindavianum
Aecidium lindavianum é uma espécie de cogumelos pertence ao grupo Basidiomycota e foi descrito pela primeira vez por Paul Sydow e Hans Sydow em 1923. Aecidium lindavianum pertence à ordem Aecidium, ordem Pucciniales, ordem Pucciniomycetes, ordem Basidiomycota. Não há tipos listados como este.